# Colectivo de Víctimas del Terrorismo en el País Vasco
Colectivo de Víctimas del Terrorismo (COVITE) es una asociación creada en noviembre de 1998 por víctimas de atentados terroristas en el País Vasco, con el objetivo de defender sus derechos. Agrupa a más de 400 familias de asesinados por organizaciones terroristas como ETA o los GAL. Defienden los principios democráticos, el respeto a la legalidad vigente. Entre sus reivindicaciones destacan la consecución de justicia y libertad, el reconocimiento por parte de los terroristas del daño causado tanto a la sociedad vasca como a la española y la ausencia de coacciones y amenazas. 
En relación con el proceso de negociación con ETA se ha mostrado crítica, lo que ha provocado enfrentamientos primero con el Partido Socialista Obrero Español y luego con el Partido Popular.

## Trayectoria
En febrero de 2001 COVITE se sumó al Acuerdo por las libertades y contra el terrorismo firmado por el Partido Popular y el Partido Socialista Obrero Español.
COVITE recibió en 2011, junto con la asociación Convivencia Cívica Catalana, el X Premio a la Convivencia Cívica del Foro de Ermua por su labor "para hacer entender que solo la justicia es la antesala de la convivencia y que toda cesión a ETA solo lleva al reconocimiento de que la actividad terrorista ha sido eficaz y rentable para lograr los fines políticos que trataron de imponernos durante décadas con el asesinato y la coacción".
Actualmente su presidenta es Consuelo Ordóñez, hermana de Gregorio Ordóñez, concejal del PP de San Sebastián asesinado por ETA en 1995. La junta directiva del Colectivo está conformada por Laura Martín, viuda de la última víctima de los GAL, Juan Carlos García Goena, asesinado el 24 de julio de 1987; Antonio Recio, hijo del agente del CESID del mismo nombre asesinado por ETA en 1979 en Vitoria; Maite Pagazaurtundúa, hermana del exjefe de la Policía Municipal de la localidad guipuzcoana de Andoáin Joseba Pagazaurtundua, asesinado por ETA el 8 de febrero de 2003; Regina Otaola, exalcaldesa del PP de la localidad guipuzcoana de Lizarza, amenazada de muerte por ETA; Ana Velasco, hija del comandante de caballería y jefe del Cuerpo de Miñones de Álava Jesús Velasco, asesinado por ETA el 10 de enero de 1980; Keila Morcillo, hija del policía Alfonso Morcillo, asesinado en 1995; Rubén Múgica, hijo del concejal socialista Fernando Múgica asesinado en San Sebastián en 1996; Carmen Borrajo, hija del teniente coronel del Ejército de Tierra Sergio Borrajo, asesinado por ETA el 14 de febrero de 1979; y Cristian Matías, nieto del taxista Manuel Albizu, asesinado por ETA el 13 de marzo de 1976.
Durante la asamblea celebrada el 25 de enero de 2014, Consuelo Ordóñez fue reelegida por unanimidad presidenta. Se modificaron los estatutos, adoptándose un Código Ético, que incluía que en la directiva no podía haber personas con cargos políticos y la organización pasaba a tener un carácter nacional. Coincidiendo con esta asamblea, se produjo una crisis interna por la cual unos noventa socios solicitaron su baja en la asociación, por discrepancias con la línea seguida.

## Placas conmemorativas
La campaña «Una víctima, una placa» de COVITE buscó ubicar placas conmemorativas en cada lugar donde murió una persona asesinada por ETA.  En noviembre de 2022, COVITE aspiraba a colocar la segunda placa de 62 que habría que colocar en Bilbao, donde solamente había una, y de donde ya anteriormente se las han retirado, al igual que ha ocurrido en algotro sitio; por ejemplo, San Sebastián.

## Premio Internacional COVITE
En 2002 se instauró el Premio Internacional COVITE a la actuación en favor del recuerdo y apoyo a las víctimas. El listado de premiados ha sido:
- 2002: Grupos Tedax de los Cuerpos Técnicos en Desactivación de Explosivos, de la Guardia Civil, Policía Nacional y Ertzantza

- 2003: Antonio Beristain Ipiña. Criminólogo.

- 2004: Saïda Benhabiles. Defensora derechos humanos en Argelia.

- 2005: Javier Gómez Bermúdez. Juez.[3]

- 2006: Iñaki Arteta. Cineasta.[4]

- 2007: Carlos Herrera Crusset. Periodista.[5]

- 2008: La Cooperación Policial Hispano-Francesa en la lucha antiterrorista.[6]

- 2009: Vecinos por la Paz de Berriozar. Asociación cívica[7]

- 2010: Rogelio Alonso, Florencio Domínguez Iribarren y Marcos García Rey”. Autores del libro Vidas Rotas[8]

- 2011: Joseba Arregi Aranburu. Político.[9]

- 2012: Alfredo Tamayo Ayestarán. Sacerdote y teólogo.[10]

- 2013: María José Grech Gomendio. Historiadora y periodista autora del blog In Memoriam.[11]